# Forge (Marvel Comics)
Forge, il cui vero nome è sconosciuto (anche se alcune fonti riportano il nome indiano di Jonathon Silvercloud), è un personaggio dei fumetti creato da Chris Claremont (testi) e John Romita Jr. (disegni), pubblicato dalla Marvel Comics. Apparso per la prima volta sulle pagine di Uncanny X-Men n. 184 (agosto 1984), è un nativo americano con straordinarie abilità nel campo della tecnologia. A contraddistinguerlo sono le sue molte dicotomie: è sia mutante che mago, sia inventore che guerriero ed è parte uomo e parte macchina.

## Biografia del personaggio

### Origini
Nativo americano appartenente alla tribù dei Cheyenne, i suoi poteri magici apparvero sin dalla nascita ed egli fu addestrato ai rituali mistici dal vecchio sciamano Naze. Tuttavia, decise di accompagnare gli studi mistici con quelli tecnologici in modo da migliorare le sue tecniche curative; tale scelta lo portò spesso in contrasto con il suo mentore, fino a quando i due ruppero i ponti e Forge entrò a far parte dell'esercito. Divenuto un ottimo soldato, combatté nella guerra del Vietnam e divenuto sergente gli fu proposto di entrare nello S.H.I.E.L.D., offerta che declinò per servire nuovamente in Vietnam. Durante questo secondo mandato, il suo commando fu ucciso da truppe nemiche: sopraffatto dalla rabbia, utilizzò gli spiriti dei defunti per invocare un'orda di demoni che distruggesse i nemici. Consultatosi con gli spiriti decise di richiudere il portale per il mondo dei defunti perché troppo pericoloso. L'orrore per la carneficina perpetrata lo spinse ad abbandonare la stregoneria. Rimasto vittima di un raid aereo in cui perse la mano e la gamba destra, anni dopo creò delle protesi tecnologiche che combinò con le sue arti magiche; quando Tony Stark smise di creare armi per il governo, fu assoldato dal Dipartimento della Difesa. Forge costruì anche un'arma capace di annullare i poteri mutanti utilizzata contro Rogue, accusata di aver ucciso un agente S.H.I.E.L.D. In seguito ad un incidente, l'arma tolse i poteri a Tempesta.

### Coinvolgimenti romantici
Forge soccorse Tempesta quando questa cadde in un fiume e la portò a casa sua a Dallas. Mentre lì, i due cominciarono una relazione che s'interruppe quando la mutante scoprì il ruolo avuto da Forge nella perdita dei propri poteri. Tempesta si riunì agli X-Men per poi abbandonarli nuovamente e accorrere in aiuto di Forge quando questi fu minacciato dai Dire Wraiths. Gli alieni volevano prevenire il perfezionamento del Neutralizzatore, ma furono sconfitti dalle forze congiunte degli X-Men, Magik e Amanda Sefton. Ancora titubante nel proposito di costruire nuove armi per ciò che era accaduto a Tempesta, perfezionò il Neutralizzatore e portatolo in orbita attorno alla Terra fece fuoco sul pianeta natale dei Dire Wraiths esiliandoli nel regno extra-dimensionale conosciuto come Limbo. Dopo aver salvato il mondo, smantellò i rimanenti Neutralizzatori. Nel mentre, l'Avversario convinse Tempesta che Forge avesse l'intenzione di aprire le porte dell'inferno. Tentando di ucciderlo, questa si accorse che in realtà l'uomo non era impazzito e che tutto era stato architettato per eliminarlo. Scoperto il suo inganno, l'Avversario esiliò entrambi in un'altra dimensione dove i due ripresero la loro relazione che continuò anche quando decisero di ritornare sulla Terra per fermarlo. Forge ridiede i poteri a Tempesta e questa li utilizzò per infondere energia al portale che li avrebbe riportati a casa.

### X-Men
Tornati sulla Terra, i due si riunirono agli X-Men per combattere l'ultima battaglia contro l'Avversario. Per bandirlo definitivamente dal pianeta a Forge fu richiesto il sacrificio volontario di nove anime: otto X-Men e Madelyne Pryor morirono volontariamente per permettergli di completare l'incantesimo ma vennero soccorsi e resuscitati in segreto dalla maga extra-dimensionale Roma. Sentendosi responsabile per la morte del fratello, Forge accettò di battersi contro Magik nella speranza che la sua Spada dell'Anima potesse ucciderlo e liberarlo dai sensi di colpa. Unitosi alla Freedom Force guidata da Mystica, si ritrovò a combattere contro i Reavers sull'isola Muir. La sua presenza fu essenziale per la riuscita della missione in quanto costruì un apparecchio in grado di disattivare il cyborg Skullbuster e costringere i rimanenti Reavers a fuggire. Durante la battaglia Destiny rimase uccisa, ma prima di morire fece un'ultima premonizione: entrambi, Forge e Mystica, un giorno si sarebbero innamorati nuovamente. Ancora oggi la mutaforma lo ritiene responsabile della morte della sua amata veggente. Tempo dopo fu Banshee a convincere Forge a cercare gli X-Men: i due viaggiarono per tutto il pianeta alla ricerca degli amici, rifondarono gli X-Men e ne divennero membri a tempo pieno, combattendo contro i magistrati di Genosha, gli Skrull e il Re delle Ombre. La battaglia contro gli Skrull, costituì il primo scontro spaziale per Forge, che in seguito divenne una delle riserve del gruppo residente allo Xavier Institute, responsabile della ristrutturazione della Stanza del Pericolo e del Blackbird.

### X-Factor
Con l'arrivo di Alfiere e il costante impegno di Tempesta nelle missioni del suo Gold Team, la loro relazione divenne sempre più traballante. Forge lasciò gli X-Men prima di ricevere una risposta alla proposta di matrimonio fatta a Tempesta, credendo che lei avrebbe rifiutato; ironicamente, la donna avrebbe risposto di sì. I due, dopo un periodo di silenzio, mantennero una salda amicizia che andò allentandosi quando Forge ritornò a Dallas dove diede ospitalità a Mystica. Durante il suo soggiorno, i due divennero molto vicini. Tempo dopo, divenne supervisore di X-Factor al posto di Valerie Cooper. Si ritrovò coinvolto nel rapimento di Wolfsbane e quando nel team cominciarono ad emergere problemi personali, fu forzato dal governo a prendere in custodia e farne membri i criminali mutanti Mystica e Sabretooth, al posto di quelli che decisero di abbandonare. Nello stesso periodo creò un apparecchio tecnologico che permetteva a Forzuto di rimanere in vita dopo che questi si era risvegliato dal coma, diede man forte nella ricerca dell'Uomo Multiplo nel sottosuolo di New York e combatté e sconfisse il redivivo Avversario con l'aiuto del suo maestro Naze. Dopo lo smantellamento di X-Factor, Forge non fece più parte di alcun gruppo.
Dopo il disastro di Genosha fu contattato da Xavier per ritrovare Mystica alla quale bisognava affidare una missione clandestina. La mutaforma salvò un altro degli agenti segreti di Xavier e tornò a casa di Forge per recuperare un congegno che le avrebbe garantito protezione dai satelliti governativi capaci di rintracciarla. L'uomo distrusse il macchinario e la baciò poco prima che scappasse. In seguito, notò divertito che quello che aveva distrutto era una copia della sua invenzione e che Mystica aveva l'originale. Quando Cable scomparve da Terra-616, aiutò Cannonball, Siryn e Deadpool a rintracciarlo e costruì un paio di speciali guanti per Surge. Dopo House of M, la Decimazione e durante Civil War tornò al suo laboratorio per costruire in segreto una Sentinella con lo scopo di proteggere mutanti e umani e rinunciò a partecipare al matrimonio di Tempesta e Pantera Nera. L'arrivo, però, di un futuro Nimrod lo costrinse a chiedere aiuto ai New X-Men che accorsero a Dallas dove riuscirono a sconfiggere il cyborg.

### Divisi resistiamo
Aiutati Layla e due cloni di Madrox a partire per due separate linee temporali future, Forge viene aggredito da Alfiere nel suo laboratorio con lo scopo di prendere Cable e la bambina in trappola.
Dopo la prima, Forge viene nuovamente aggredito da Alfiere mentre questi è alla ricerca di alcuni dispositivi in grado di viaggiare nel tempo in modo da poter inseguire Cable. Ossessionato da una nuova idea, decide di intensificare i sistemi difensivi del proprio laboratorio e di rinchiudervisi dentro per portarla a termine.

### Ghost Box
Seguendo la traccia di alcuni misteriosi mutanti geneticamente modificati, gli X-Men scoprono una base di Forge sul Monte Wundagore, in Europa centrale. Il mutante indiano rivela di aver creato una nuova stirpe di mutanti per contrastare l'Annessione, un'invasione da parte di un mondo parallelo resa possibile da un portale interdimensionale. Sua intenzione è di spedire gli X-Men nel mondo parallelo responsabile dell'annessione, attraverso la Ghost Box. Tempesta e gli altri tentano di convincerlo a desistere ma Forge, rivelando la sua follia, attiva la Ghost Box; Bestia decide di eliminare il pericolo colpendo, con l'aiuto di dell'agente S.W.O.R.D. Abigail Brand, il portale dimensionale con un laser quantico, in grado di distruggere l'intero mondo parallelo presente al di là della Ghost Box. Durante il crollo della base, Tempesta rifiuta di credere che l'amato Forge sia, come sembra, in preda alla follia e facendo appello al suo buon senso gli chiede per l'ultima volta di seguirli. Forge rifiuta, sostenendo che preferisce morire piuttosto che seguire la donna che in passato l'ha abbandonato. Gli X-Men fuggono dalla base poco prima che venga distrutta dall'esplosione, abbandonando Forge al suo destino.

## Altre versioni

### Ultimate
Forge è uno dei membri della Confraternita dei mutanti malvagi unitosi alla causa per vendicarsi degli umani che gli avevano fatto perdere la mano e la gamba destra. Per Magneto costruì un congegno capace di potenziarne i poteri e tale influenza magnetica, interferisce con i poteri di Polaris facendole uccidere delle persone durante l'incendio di un edificio. Assieme a Mystica, i due s'introdussero nel Triskelion per liberare Magneto, che venne sostituito all'interno della cella dalla mutaforma. Nella miniserie Ultimate Wolverine vs. Hulk Forge si mise quindi al servizio di Wolverine e dopo che i due fuggirono dal Triskelion costruì due collari da far indossare a Bruce Banner (Hulk) e Betty Ross (She-Hulk) per impedire loro di trasformarsi: poiché in quel caso verrebbero schiacciati da una pressione di 81 miliardi di tonnellate, il peso della luna.

### Era di Apocalisse
Nella continuity di Era di Apocalisse Forge lascia gli X-Men di Magneto per formare gli Outcasts, una cellula anti-Apocalisse. Diviene una figura paterna per Nate Grey e trova la morte per mano di Sinistro che si era travestito da membro degli Outcasts per avvicinarlo.

### Spettri dal Futuro
Nell'apocalittico futuro ideato da Grant Morrison per il suo ultimo arco narrativo un giovane mutante chiamato Smith ha assunto uno degli alias di Forge, il Costruttore, e condivide con l'originale molte caratteristiche fisiche che fanno sospettare che sia un suo discendente.

### House of M
In questa versione alterata dell'Universo Marvel, Forge è un quotato inventore a servizio di Tony Stark.

### Marvel Zombi
In questa realtà dove la maggior parte dei supereroi sono stati contagiati da un virus alieno e divenuti zombi, Forge è uno dei pochi superstiti che vivono all'interno dell'Asteroide M.

## Poteri e abilità
Forge è un tecnopate capace di comunicare con le macchine e di elaborare anche con scarse risorse invenzioni tecnologiche molto avanzate. Possiede un notevole talento mistico, retaggio delle sue origini Cheyenne, tanto che in passato aprì passaggi extra-dimensionali ed evocò creature mistiche prendendone il dominio. È stato inoltre addestrato in numerose tecniche di combattimento utilizzate dai soldati ed ha una notevole conoscenza nell'utilizzo di svariati tipi di armi.

## Altri media

### Televisione
Forge compare in:
- Insuperabili X-Men
- X-Men: Evolution
- Wolverine e gli X-Men
- X-Men '97

### Videogiochi
- Forge appare in X-Men: Children of the Atom.
- Forge appare in X-Men vs. Street Fighter.
- Forge appare in X-Men: Il regno di Apocalisse.
- Forge compare come personaggio giocabile in X-Men: Mutant Academy 2.
- Forge compare come personaggio giocabile in X-Men: Next Dimension.
- Forge appare in X-Men Legends.
- Forge appare in X-Men Legends II: L'Era di Apocalisse.
- Forge appare in Marvel vs. Capcom 3: Fate of Two Worlds.
- Forge appare in X-Men: Destiny.
- Forge appare in Marvel Heroes.
- Forge appare in Marvel Strike Force.